# Mimosybra discreta
Mimosybra discreta är en skalbaggsart som först beskrevs av Francis Polkinghorne Pascoe 1865.  Mimosybra discreta ingår i släktet Mimosybra och familjen långhorningar.
Artens utbredningsområde är Filippinerna. Inga underarter finns listade i Catalogue of Life.